# Duke Ellington
Duke Ellington, pseudonimo di Edward Kennedy Ellington (Washington, 29 aprile 1899 – New York, 24 maggio 1974), è stato un direttore d'orchestra, compositore e pianista statunitense.
Duke Ellington è considerato uno dei massimi compositori del '900, oltre le etichette di genere; grande è stata e rimane la sua influenza su generazioni di jazzisti: dalle orchestre bianche di Woody Herman e Charlie Barnet a Thelonious Monk e Charles Mingus, e poi le avanguardie più underground di Sun Ra e Archie Shepp. Grande è il debito nei confronti del duca anche da parte dell'esule africano Dollar Brand, Muhal Richard Abrams e di Anthony Davis.

## Biografia
(André Coeuroy, Histoire générale du jazz.)
I suoi genitori, James Edward Ellington e Daisy Kennedy, erano entrambi musicisti, precisamente pianisti.
A partire dalla fine degli anni dieci inizia a suonare professionalmente, come pianista, nella natia Washington; solo pochi anni dopo, manifestando già qualità manageriali, raduna attorno a sé alcuni amici musicisti, Sonny Greer e Otto Hardwick, per suonare a feste e in locali da ballo. Nel 1922, grazie a Sonny Greer, si trasferisce a New York per suonare con il complesso di Wilbur Sweatman; il primo importante ingaggio a New York, in uno dei più eleganti locali di Harlem, data al luglio 1923 con la Snowden's Novelty Orchestra.

Questo complesso di Elmer Snowden comprendeva già un primo nucleo della futura orchestra di Ellington: Otto Hardwick e Roland Smith (ance), Arthur Whetsol e Bubber Miley (trombe), John Anderson (trombone), Elmer Snowden (banjo), Sonny Greer (batteria). Nel 1924, dopo l'allontanamento di Snowden, Ellington diviene il band-leader della formazione, che prenderà successivamente il nome di Washingtonians e rimarrà al Kentucky Club fino al 1927. Nel 1926 Irving Mills, l'uomo giusto al momento giusto, diventa l'impresario dell'orchestra per la quale organizza brevi tournée, ingaggi e sedute di registrazione. Nel 1927 Ellington ottiene un contratto nel locale più in vista di Harlem: il Cotton Club; questa si rivelerà una svolta decisiva nella sua carriera. Sono anni fondamentali per la scelta dell'organico, e conseguentemente della sonorità, dell'orchestra e della preparazione di un repertorio. Nel 1928 entrano a far parte dell'orchestra Johnny Hodges (sassofono contralto e soprano) e Barney Bigard (clarinetto); nel 1927 erano entrati Louis Metcalf (tromba), Harry Carney (sassofono baritono) e Wellman Braud (contrabbasso). Nel 1926 Ellington aveva ingaggiato il trombonista Joe "Tricky Sam" Nanton, che assieme a Miley avrebbe contribuito alla definizione del suono "growl" e "jungle" che avrebbe contraddistinto l'orchestra nei primi anni.

Duke Ellington (1943)

Risalgono al 1927 i primi capolavori riconosciuti di Ellington: brani in stile jungle come richiedeva la moda esotica del momento per gli spettacoli pseudo-africani del Cotton Club (Black and Tan Fantasy, The Mooche, East St.Louis Toodle-Oo) e brani d'atmosfera e di carattere intimista (Black Beauty, Mood Indigo). 
Negli anni trenta entrano altri membri fondamentali: Cootie Williams, Rex Stewart (trombe), Lawrence Brown, Juan Tizol (trombone). In questo decennio Ellington cominciò a rivolgere la sua attenzione anche al rapporto fra voce umana e strumenti musicali. Come altri direttori d'orchestra all'epoca, egli era perfettamente conscio dell'importanza commerciale di un vocalist nell'orchestra: un brano cantato aveva più possibilità di venire diffuso via radio e una band con una cantante, soprattutto se donna, assicurava un maggior numero di ingaggi. Alcuni pezzi come Don't Get Around Much Anymore o It Don't Mean a Thing (If It Ain't Got That Swing) nacquero già con un testo e furono decisivi nel far conoscere suo il talento artistico. La sua intuizione nel 1931 fu quella di scritturare Ivie Anderson come cantante fissa: allora ventiseienne, la Anderson aveva già esordito nei teatri ma non aveva mai ricevuto proposte a lungo termine. Ellington volle aspettare un anno finché non trovò il primo pezzo giusto da farle incidere, appunto It Don't Mean a Thing (If It Ain't Got That Swing), e la cantante rimase nell'orchestra per più di dieci anni, fino al 1942. Nelle incisioni di alcuni suoi brani tuttavia, Ellington si servì molto spesso della voce di altri solisti quali Bing Crosby, Ethel Waters, Kay Davis, Rosemary Clooney. 
Alla fine del decennio, nel 1939, entrano a far parte dell'orchestra Ben Webster (sassofono tenore) e Jimmy Blanton (contrabbasso). Quest'ultimo, nei tre anni in cui fu in grado di suonare e incidere (muore infatti nel 1941) rivoluzionò la tecnica e la concezione del contrabbasso che grazie a lui divenne non solo il motore dell'orchestra ma strumento solista vero e proprio, allo stesso livello di un qualsiasi strumento a fiato o del pianoforte. Sempre nel 1939 entra a far parte del circolo il giovane compositore, pianista e arrangiatore Billy Strayhorn, che fino alla morte (1967) rimane il più fedele collaboratore, coautore e alter ego musicale di Ellington (anche se la reale portata del contributo di Strayhorn alla musica di Ellington ha iniziato a essere indagata e soprattutto riconosciuta solo negli ultimi anni).
Tra il 1940 e il 1943 nacque così una straordinaria serie di incisioni che complessivamente costituiscono uno dei vertici assoluti della musica del Novecento e insieme il contributo più duraturo e generalmente riconosciuto di Ellington alla storia della musica afroamericana. Essendo quasi impossibile estrapolare, da questa lunga e apparentemente inesauribile sequenza, gli innumerevoli capolavori, potrà essere sufficiente citare, tra i tanti, Jack The Bear, Ko-Ko, Concerto For Cootie, Sepia Panorama, Cotton Tail, Harlem Air Shaft.
Molti brani ellingtoniani sfuggono a una ristretta etichettatura di genere, andando ben oltre gli schemi tecnico-interpretativi del jazz dell'epoca. Più spesso, nel caso del Duca, si deve parlare di musica espressionista del Novecento, e l'idea che le sue composizioni fossero dei "quadri musicali" o che egli riuscisse a "dipingere con i suoni", fu un concetto più volte espresso dallo stesso Ellington, che non a caso in gioventù aveva lungamente coltivato anche una certa passione per la pittura (in realtà, prima di diventare musicista, aveva accarezzato l'idea di intraprendere la carriera di cartellonista pubblicitario). Il brano Mood Indigo (che si potrebbe tradurre con umore color indaco) è uno degli esempi più significativi dell'espressionismo di Ellington.

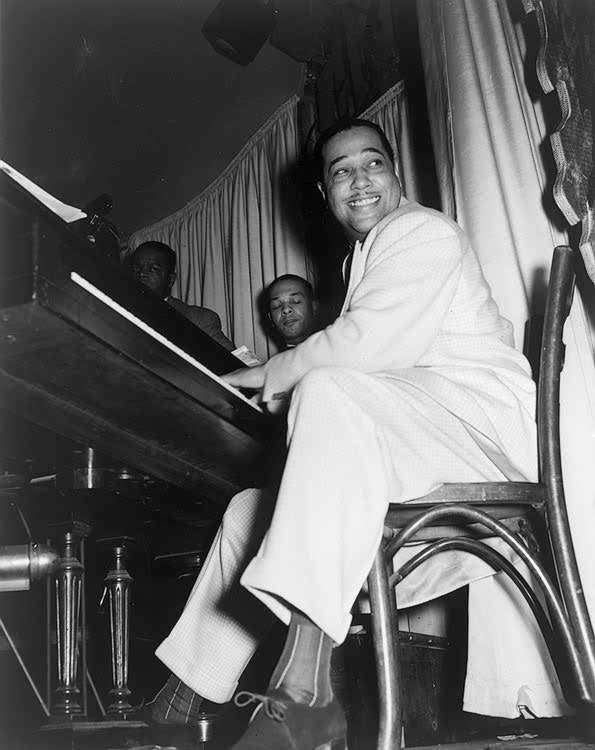
Duke Ellington al Club Hurricane (1943)

I grandi risultati ottenuti si dovettero anche al fatto che per oltre trent'anni Duke Ellington riuscì a mantenere unita la sua orchestra, caso abbastanza raro a quei tempi, il che gli permise di amalgamare il gruppo e di plasmarlo secondo la sua inventiva, raggiungendo un'intesa perfetta con ciascuno strumentista e ricavandone un sound unico e inconfondibile, quasi che l'orchestra fosse un unico strumento nelle sue mani.
A partire dal 1943 Ellington iniziò a tenere ogni anno un concerto alla Carnegie Hall (1943-1948) tempio della musica colta d'ispirazione europea, in occasione del quale presentava, a ogni concerto, una nuova composizione in forma di suite ad ampio respiro. Nel 1943 fu presentata, e per fortuna incisa integralmente (cosa che non accadrà più in studio, se non in versioni frammentarie), una composizione ispirata alla storia dell'integrazione razziale dei neri negli Stati Uniti, dal titolo Black, Brown and Beige.

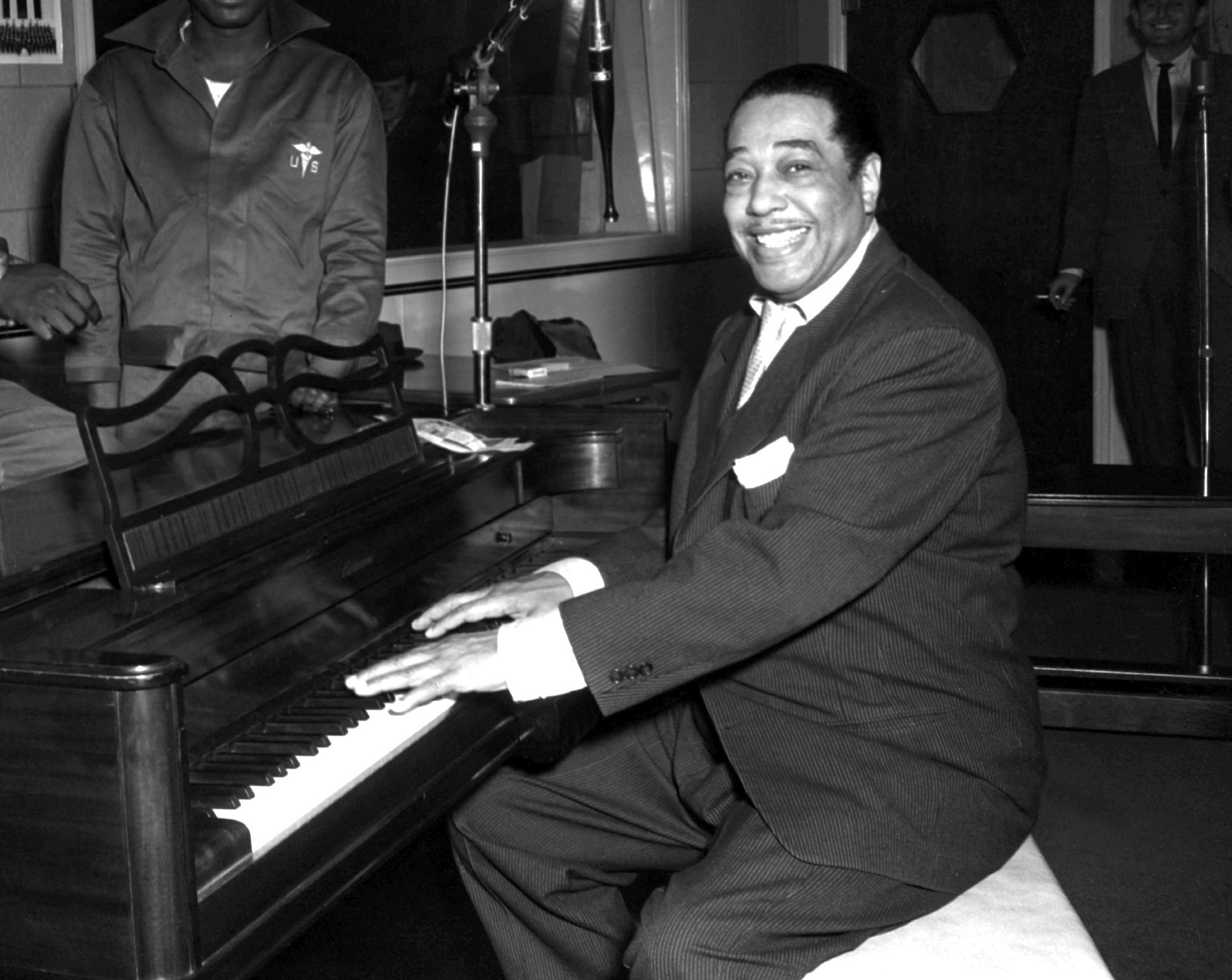
Duke Ellington (1954)

Negli anni quaranta e cinquanta diversi solisti lasciano l'orchestra per seguire la carriera solistica o per ragioni di salute (tra cui il batterista Sonny Greer, per problemi di alcol, il sassofonista Ben Webster, a causa del carattere irascibile di questi e delle continue liti che intercorsero tra i due, e il clarinettista Barney Bigard, per problemi di stress derivanti dai frequenti tour in tutto il mondo). Assieme al fedele Harry Carney, che gli rimase sempre accanto, sfilarono Al Sears, Paul Gonsalves, Jimmy Hamilton, Russell Procope (sax), Ray Nance (tromba, violino), Al Killian, Shorty Baker, Clark Terry, Cat Anderson, Willie Cook (trombe), Tyree Glenn (trombone, vibrafono), Quentin Jackson, Britt Woodman, Booty Wood (tromboni), Oscar Pettiford, Junior Raglin, Jimmy Woode (contrabbasso), Louis Bellson, Sam Woodyard, Jimmy Johnson (batteria). Il 23 maggio 1950 l'orchestra di Ellington si esibisce nel Teatro Verdi di Pisa. Dopo un periodo di magra, dal 1951 al 1955, segnato soprattutto dalla dipartita del trombonista Lawrence Brown e dell'altosassofonista Johnny Hodges (colonna portante della sezione ance e il più grande sassofonista contralto della storia del jazz prima dell'avvento di Charlie Parker). Con Hodges rientrato nell'orchestra nella primavera del 1956, Ellington pubblicò due album nel 1959, Back to Back: Duke Ellington and Johnny Hodges Play the Blues e Side by Side, suonando con una piccola formazione e non con una grande orchestra.
L'orchestra tornò sulla cresta dell'onda con la celeberrima esibizione al Festival del Jazz di Newport la sera del 7 luglio 1956, esibizione nota per il lunghissimo assolo di sax tenore di Paul Gonsalves come intermezzo tra i due brani "Diminuendo in Blue" e " Crescendo in Blue " composti nel 1937.

Duke Ellington con il pianista e direttore d'orchestra Luciano Maraviglia e con il cantante Luciano Virgili

È interessante notare che questi due brani, insieme a Jeep's Blues sono le uniche registrazioni dal vivo contenute nell'originario disco Ellington at Newport, uscito nella tarda estate del 1956: in quel disco tutte le altre registrazioni, benché dichiarate "dal vivo", sono in realtà state incise pochi giorni dopo il concerto in studio e mixate con finti applausi, operazione che suscitò il disappunto di Ellington. Solo la casuale scoperta dei nastri della emittente radiofonica "The Voice of America", più di quarant'anni dopo, dimostrerà lo splendore e la forza del concerto originale. Questa scoperta renderà possibile la pubblicazione nel 1998 del doppio CD Ellington at Newport - Complete, che contiene l'intero concerto, senza tagli e/o omissioni, a testimonianza definitiva di un evento storico realizzato da un'orchestra e da un direttore in forma eccellente.
Nei primi anni '60, Ellington registrò con artisti che erano stati amici - rivali in passato o erano musicisti più giovani che si concentravano su stili più moderni. Le orchestre di Ellington e Count Basie registrarono insieme l'album First Time! The Count Meets the Duke (1961). Durante un periodo in cui Ellington era tra un contratto discografico e l'altro, fece dischi con Louis Armstrong The Great Summit (1961), con Coleman Hawkins, con John Coltrane Duke Ellington & John Coltrane (1963) e partecipò ad una sessione con Charles Mingus e Max Roach che produsse l'album "Money Jungle" (1962). Nel 1962 firmò per la nuova etichetta Reprise di Frank Sinatra, sotto la quale nel giro di poco più di tre anni produsse otto album che per la maggior parte privilegiavano la musica da intrattenimento. Da segnalare il progetto di collaborazione tra Ellington e lo stesso Sinatra, che si concretizzò solo nel 1968, a contratto scaduto, con la pubblicazione di un solo album (Francis A. & Edward K.) che tuttavia deluse sia la critica che il pubblico, riscuotendo un mediocre successo commerciale.
In quegli stessi anni, alcuni musicisti che avevano precedentemente lavorato con Ellington tornarono all'Orchestra come membri: Lawrence Brown nel 1960 e Cootie Williams nel 1962. In seguito la carriera di Ellington fu scandita da una serie innumerevole di concerti e tour per il mondo e da nuove registrazioni: eccellenti le suite Such Sweet Thunder (1958), ispirata alle opere di William Shakespeare, la Far East Suite (1966) e la New Orleans Suite (1970), nonché il Second Sacred Concert (1968, con la cantante svedese Alice Babs). I tour furono interrotti il 31 maggio 1967, giorno nel quale morì di cancro all'esofago il suo intimo amico e preziosissimo collaboratore Billy Strayhorn: per le tre settimane seguenti Duke non uscì dalla sua camera da letto, per tre mesi non diede concerti e cadde in una depressione profonda, interrotta solo dalla registrazione del celeberrimo album And his mother called him Bill... contenente alcune delle più famose partiture di Strayhorn. Un altro giorno funesto per l'orchestra fu l'11 maggio 1970, quando, durante una seduta dentistica, un infarto uccise Johnny Hodges.
Negli anni sessanta e settanta nel collettivo brillarono le presenze di Norris Turney (sax alto, flauto), Harold Ashby (sax tenore), Fred Stone (flicorno), Buster Cooper e Julian Priester (trombone), Aaron Bell, Joe Benjamin e Ernest Shepard (contrabbasso), e Rufus Jones (batteria). 
Il 19 luglio 1970 Ellington si esibì al festival Palermo Pop 70 di Joe Napoli; nello stesso mese tenne un concerto alla Bussola di Marina di Pietrasanta dell'impresario Sergio Bernardini e ripreso dalla RAI. 
Duke Ellington morì, di cancro ai polmoni, il 24 maggio 1974, assistito dal figlio Mercer e senza sapere che pochi giorni prima era morto anche il fidato collaboratore Paul Gonsalves per overdose di eroina. Mercer Ellington non aveva avuto il coraggio di dargli la brutta notizia.
Molti sono stati i brani-tributo dedicati a Duke Ellington da altri artisti:
- Dave Brubeck gli dedicò nel 1954 The Duke, divenuto poi uno standard e interpretato da numerosi altri artisti tra cui Miles Davis nel suo album Miles Ahead e Louis Armstrong in duetto con Carmen McRae.
- Lo stesso Miles Davis compose, un mese dopo la sua scomparsa, He Loved Him Madly, una sorta di requiem di 32 minuti, includendolo nel doppio album Get Up with It.
- Charles Mingus, pur essendo stato molti anni prima "licenziato" da Ellington, scrisse Duke Ellington's Sound Of Love sempre nel 1974.
- Stevie Wonder nel 1976 gli dedicò Sir Duke, che sarebbe diventato uno dei suoi più grandi successi, includendolo nell'album Songs in the Key of Life.

## Storie, saggi, biografie
in italiano
- Lambert G. E., Duke Ellington, London, 1959, Cassel & CO. (Trad It. Duke Ellington, Miano, 2962, Ricordi) Trad e discografia a cura i Roberto Capasso
- .Ellington, Duke (1976). Music Is My Mistress. New York: Da Capo. (Trad It., La musica è la mia signora. L'autobiografia, Roma, Minimum Fax, 2014, ISBN 9788880620105.) Trad di F. Pacifico e F. Fayenz
- Schuller, Gunther, Early Jazz (1968), New York: Oxford University Press. (Trad. It. Il jazz classico, 1975, Mondadori, riedito in 2 volumi  come Il Jazz. Il periodo Classico. Le origini, e l Jazz. Il periodo Classico. Gli anni venti, 1996, Torino, EdT.  traduzione e curatela di Marcello Piras. La parte su Ellington è nel volume Gli anni venti;
- Schuller, Gunther,The Swing Era (1989), New York: Oxford University Press. (Trad. It. L'era dello swing. I grandi maestri, 1999, Torino, EDT.  traduzione e curatela a cura di Marcello Piras.In 4 volumi separati la parte su Ellington è nel volume citato;
- Berini Antonio, Volonte Giovanni M., Duke Ellingtono. Un genio un mito, 1994, Firenze, Ponte alle Grazie;
- Onori Luigi, Il Jazz e l'Africa. Radici, miti, suoni, Roma, 2004, Stampa alternativa (Riedizione di Jazz e Africa. Griot, Musicisti e fabulatori, Anzio, 1996, De Rubeis). Un capitolo su Duke Ellington
- Franchini Vittorio, Duke Ellington, MIlano, 1989, Targa Italiana Editore
- Cane Giampiero, Duke Ellington. Dalla White House a Dio, Bologna, 1998, CLUEB

in lingua inglese
- Ulanov, Barry (1946). Duke Ellington. Creative Age Press.
- Hasse John Edward, Beyond Category: The Life And Genius Of Duke Ellington,New York ,1993, Simon & Schuster (Reprinted in 1995, Da Capo Press)
- Tucker Mark, The Duke Ellington Reader, New York, 1993, Oxford University Press,
- Tucker Mark, The Duke Ellington. The Early Years, New York, 1995, University Of Illinois Press
- Howland John, Ellington Uptown: Duke Ellington, James P. Johnson, and the Birth of Concert Jazz, Chicago, 2009, University Of Michigan Press

## Riconoscimenti
- 1956 - Down Beat Jazz Hall of Fame inductee
- 1959 - NAACP Spingarn Medal
- 1966 - Grammy Lifetime Achievement Award
- 1968 - Grammy Trustees Award (Premio Speciale)
- 1971 - Honorary Doctorate Degree from Berklee College of Music
- 1971 - Songwriters Hall of Fame
- 1973 - Honorary Degree in Music from Columbia University
- È stato il primo afro-americano ad apparire su un'effigie di una moneta degli Stati Uniti.
- 1999 - Premio Pulitzer (Menzione Speciale)

### Onorificenze statunitensi

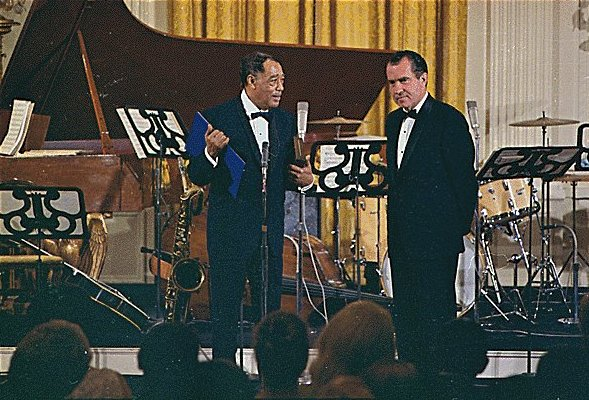
La consegna a Duke Ellington della Medaglia presidenziale della libertà da parte di Richard Nixon.

## Nella cultura di massa
Nella serie Netflix Big Mouth, il suo fantasma abita nella soffitta di Nick, e gli dà consigli su come si conquistano le ragazze.